# Ільзан

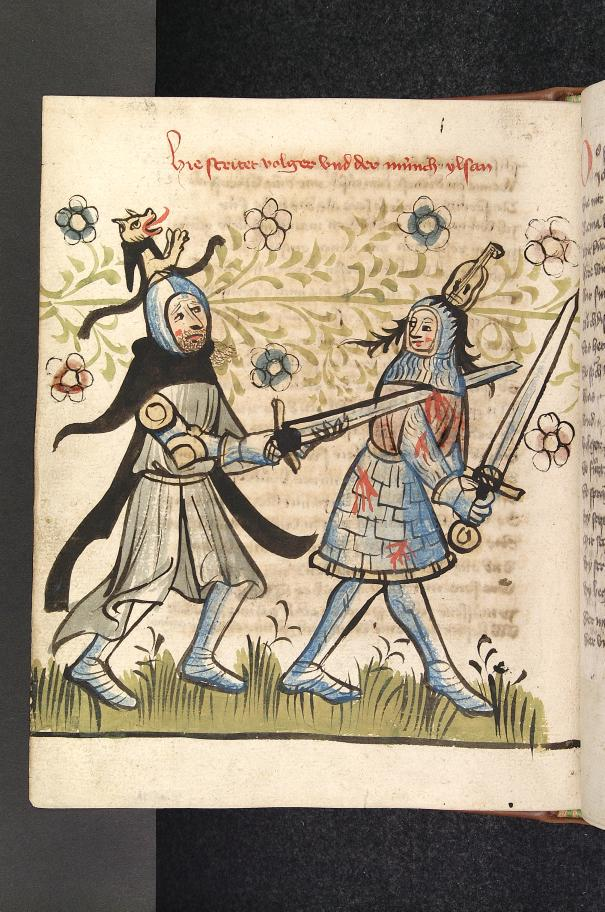
Двобій Ільзана з Фолькером з Альцаю

Ільзан (Ilsan, Elsan) — комічний персонаж в німецькій героїчній сазі, літній монах, в якому дивним чином виривається назовні стара бойова вдача.
За більшістю із джерел, Ільзан — брат Гільдебранда. В поемі «Розенґартен» він на стороні Дітріха з Берну переможно б'ється з Фолькером. Цілуючи прекрасну Крімгільд, до крові пошкрябав її обличчя своєю густою бородою. В пісні про Рабенську битву (Rabenschlacht) Дітріх його вбиває, адже він не достатньо ретельно охороняв довірених йому синів Гельхе.